# Douglas Chalmers

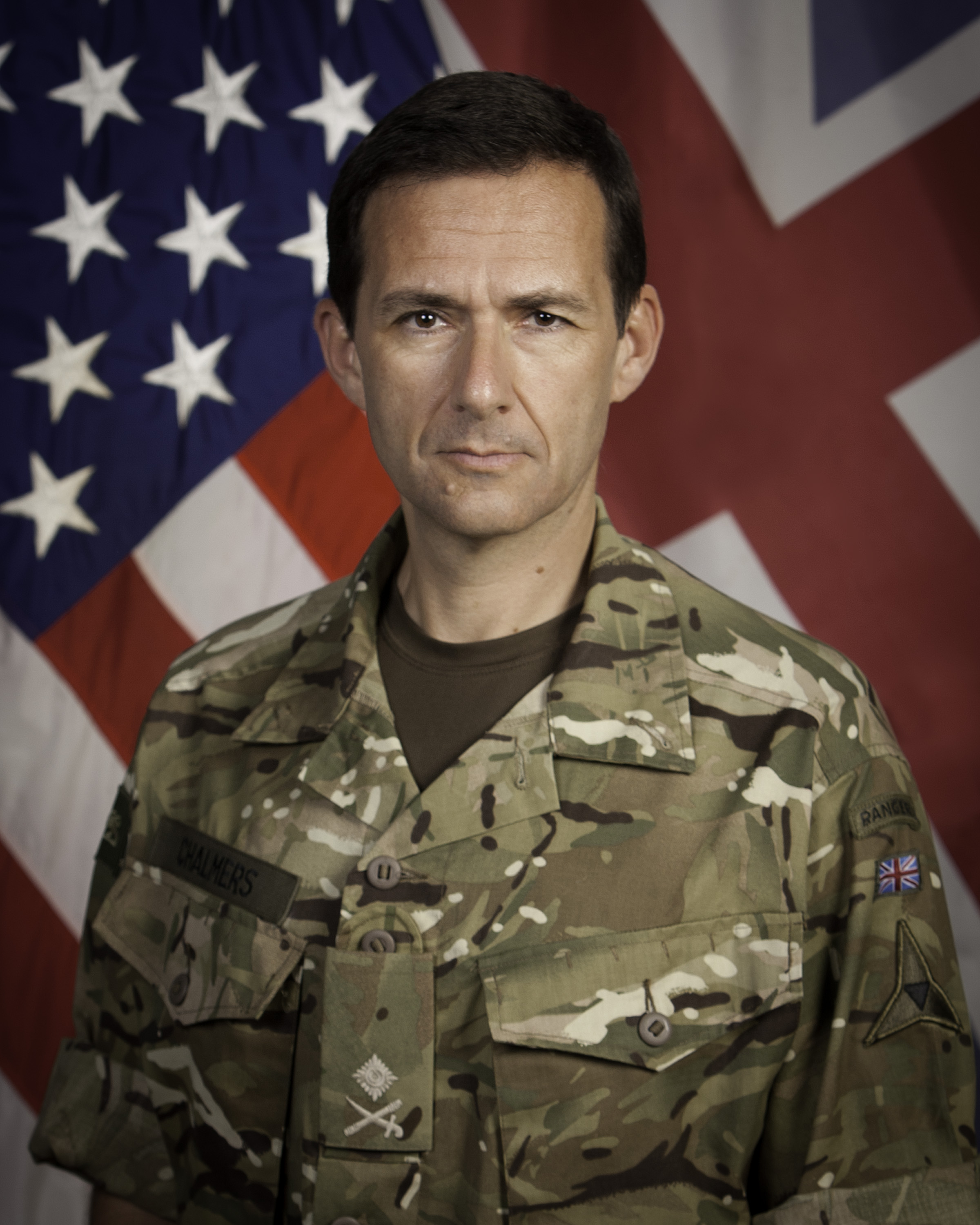
Douglas Chalmers

Douglas McKenzie Chalmers, CB, DSO, OBE (* 1966) ist ein britischer Generalleutnant der British Army, der seit 2018 stellvertretender Chef des Verteidigungsstabes für militärische Strategie und Operationen ist.

## Leben
Douglas McKenzie Chalmers absolvierte nach dem Besuch des Bearwood College eine Offiziersausbildung und trat 1984 in die Royal Irish Rangers ein, ehe er später Offizier des Linieninfanterieregiments Princess of Wales’s Royal Regiment wurde. Nach verschiedenen Verwendungen als Offizier und Stabsoffizier wurde er als Oberst (Colonel) im Dezember 2009 Chef des Stabes der 3. Infanteriedivision (3rd Infantry Division) und verblieb auf diesem Posten bis September 2011. Im Anschluss war er zwischen September 2011 und September 2013 als Brigadegeneral (Brigadier) Kommandeur der 12. Mechanisierten Infanteriebrigade (12th Mechanised Brigade) und nahm mit dieser von April bis Oktober 2012 am Krieg in Afghanistan teil. Nachdem er von November 2013 bis August 2014 Verbindungsoffizier des Chefs des Verteidigungsstabes, General Nicholas Houghton, beim Ausschuss der Vereinigten Stabschefs der USA (US Joint Chiefs of Staff Committee) war, fungierte er zwischen September 2014 und Juli 2015 als Assistierender Chef des Heeresstabes für Operationen (Assistant Chief of Staff, Operations).
Im August 2015 wurde Generalmajor (Major-General) Chalmers stellvertretender Kommandierender General des III. US-Korps für Unterstützung (Deputy Commanding General, Support, III Corps) und hatte diesen Posten bis Mai 2017 inne. In dieser Funktion nahm er im Irak und in Kuwait als Stellvertretender Kommandeur für Strategie und Nachhaltigkeit der Kombinierten Gemeinsamen Einsatzkräfte (Deputy Commander, Strategy and Sustainment, Combined Joint Task Force, Kuwait/Iraq) an der Operation Inherent Resolve teil.
Im Juni 2018 wurde Generalleutnant (Lieutenant-General) Douglas Chalmers Nachfolger von Generalleutnant Mark Carleton-Smith als stellvertretender Chef des Verteidigungsstabes für militärische Strategie und Operationen (Deputy Chief of the Defence Staff (Military Strategy and Operations)). Er wurde bislang unter anderem mit dem Distinguished Service Order (DSO) sowie dem Offizierskreuz des Order of the British Empire (OBE) ausgezeichnet.